# Resolutie 1021 Veiligheidsraad Verenigde Naties
Resolutie 1021 van de Veiligheidsraad van de Verenigde Naties werd op 22 november 1995 aangenomen met veertien stemmen voor en de onthouding van Rusland. Middels deze resolutie hief men het wapenembargo tegen voormalig Joegoslavië op.

## Achtergrond
In 1980 overleed de Joegoslavische leider Tito, die decennialang de bindende kracht was geweest tussen de zes deelstaten van het land. Na zijn dood kende het nationalisme een sterke opmars, en in 1991 verklaarden verschillende deelstaten zich onafhankelijk. Zo ook Bosnië en Herzegovina, waar in 1992 een burgeroorlog ontstond tussen de Bosniakken, Kroaten en Serviërs. Deze oorlog, waarbij etnische zuiveringen plaatsvonden, ging door totdat er eind 1995 vrede werd gesloten.

## Inhoud
De Veiligheidsraad:
- herinnert vooral aan de resoluties 713 en 727;
- wil een onderhandelde oplossing voor de conflicten in ex-Joegoslavië;
- verwelkomt het raamakkoord en de annexen erop die op 21 november in Dayton werden getekend;
- verwelkomt de annex over regionale stabilisatie;
- bepaalt dat de situatie de internationale vrede blijft bedreigen;
- handelt onder hoofdstuk VII van het Handvest van de Verenigde Naties;

1. besluit om het wapenembargo dat vier jaar eerder werd opgelegd met resolutie 713 als volgt te beëindigen vanaf de dag nadat Bosnië en Herzegovina, Kroatië en Servië en Montenegro het vredesakkoord formeel ondertekenen:
a. de eerste 90 dagen blijft het embargo gelden,
b. de tweede 90 dagen wordt het embargo opgeheven, maar de levering van zware wapens, munitie, mijnen en militaire vliegtuigen en helikopters blijft verboden tot het akkoord over wapencontrole van kracht wordt,
c. na de 180e dag vervalt het embargo,
2. vraagt de secretaris-generaal tijdig te rapporteren (over de ondertekening van het akkoord);
3. wil nog steeds regionale stabiliteit en wapencontrole;
4. vraagt het met resolutie 724 opgerichte comité om hun richtlijnen aan te passen;
5. besluit om op de hoogte te blijven.

## Verwante resoluties
- Resolutie 1016 Veiligheidsraad Verenigde Naties
- Resolutie 1019 Veiligheidsraad Verenigde Naties
- Resolutie 1022 Veiligheidsraad Verenigde Naties
- Resolutie 1023 Veiligheidsraad Verenigde Naties

Lijst ·  970 ·  971 ·  972 ·  973 ·  974 ·  975 ·  976 ·  977 ·  978 ·  979 ·  980 ·  981 ·  982 ·  983 ·  984 ·  985 ·  986 ·  987 ·  988 ·  989 ·  990 ·  991 ·  992 ·  993 ·  994 ·  995 ·  996 ·  997 ·  998 ·  999 ·  1000 ·  1001 ·  1002 ·  1003 ·  1004 ·  1005 ·  1006 ·  1007 ·  1008 ·  1009 ·  1010 ·  1011 ·  1012 ·  1013 ·  1014 ·  1015 ·  1016 ·  1017 ·  1018 ·  1019 ·  1020 ·  1021 ·  1022 ·  1023 ·  1024 ·  1025 ·  1026 ·  1027 ·  1028 ·  1029 ·  1030 ·  1031 ·  1032 ·  1033 ·  1034 ·  1035